# Rustia costaricensis
Rustia costaricensis là một loài thực vật có hoa trong họ Thiến thảo. Loài này được (Standl.) Lorence miêu tả khoa học đầu tiên năm 1993.